# 涼州
涼州（りょうしゅう）は、中国にかつて存在した州。現在の甘粛省・寧夏回族自治区一帯に設置された。

## 歴史

### 漢代
紀元前106年（元封5年）、漢の武帝が全国を13州に分割し、各州に刺史を置いた際に涼州が設置された。隴西・武都・金城・安定・北地・武威・天水・張掖・酒泉・敦煌の10郡を管轄した。
前漢末の混乱期には隗囂が割拠したが馬援らにより平定されている。後漢が成立すると隴県を州治とした。194年（興平元年）に州西部を分割して新たに雍州を設置している。

### 魏晋南北朝時代
三国時代になると魏により州治は姑臧県に遷された。魏の涼州刺史は同時に戊己校尉も兼任したため、その行政範囲は西域まで及ぶ広大なものとなっている。
西晋末の永嘉年間以後、八王の乱の中で涼州刺史の張軌は自立、前涼を建てると、州南東部に河州を設置している。この時代の涼州は西域諸勢力の拠点となり、前涼以降も後涼・南涼・北涼などが拠点としている。
439年（太延5年）、北魏が北涼を滅ぼすと、涼州はその辺境であるという地理的理由により姑臧鎮に降格された。490年（太和14年）、涼州が再び置かれた。西魏の時代には涼州西部に西涼州が設置されるなど、細分化が進んだ。北周の時代には西域への要地として涼州総管府が設置されている。
北周の時代の管轄郡は下記の4郡であった。
- 武威郡
- 番和郡
- 広武郡
- 泉城郡

### 隋代
隋初には、涼州は4郡9県を管轄した。583年（開皇3年）、隋が郡制を廃すると、涼州の属郡は廃止された。607年（大業3年）、郡制施行に伴い武威郡と改称され、下部に4県を管轄した。隋代の行政区分に関しては下表を参照。
| 州 | 涼州          | 涼州                             | 涼州   | 涼州   | 郡 | 武威郡                      |
| 郡 | 武威郡        | 番和郡                           | 広武郡 | 泉城郡 | 県 | 姑臧県 昌松県 番和県 会寧県 |
| 県 | 姑臧県 昌松県 | 彰県 燕支県 力乾県 安寧県 広城県 | 広武県 | 新陽県 | 県 | 姑臧県 昌松県 番和県 会寧県 |

### 唐代
619年（武徳2年）、唐が李軌を平定すると、武威郡は涼州と改められた。742年（天宝元年）、涼州は武威郡と改称された。758年（乾元元年）、武威郡は涼州と改称された。涼州は河西道に属し、姑臧・神烏・昌松・番和・嘉麟の5県を管轄した。767年（大暦2年）、涼州は吐蕃の嗢末部に占領されて、その統治を受けた。唐は嗢末との間で発生した戦闘において最前線となり、唐と嗢末による統治が交互に繰り返された。

### 宋代・西夏
1006年（景徳3年）、李徳明が涼州を陥落させた。1028年（天聖6年）、西夏により涼州は西涼府と改められ、搠羅・河羅の2県を管轄した。

### 元代
1226年（太祖21年）、モンゴル帝国が西涼府を陥落させた。1278年（至元15年）に永昌路が置かれると、西涼府は西涼州に降格し、その管轄とされた。

### 明代
1376年（洪武9年）、明により西涼州は涼州衛と改められた。

### 清代以降
1724年（雍正2年）、清により涼州衛は涼州府に昇格した。涼州府は甘粛省に属し、武威・鎮番・永昌・古浪・平番の5県と荘浪庁を管轄した。
1913年、中華民国により涼州府は廃止された。

## 涼州詞
涼州を舞台にした「涼州詞」が多く作られているが、中でも有名なのが唐の王翰による七言絶句である。
起句では、西域から伝わった「葡萄美酒」、すなわちワインや「夜光杯」といったエキゾチックな小道具が登場する。古来、涼州は天山山脈を越えてヨーロッパへ通ずる東西路の交通の要所（河西回廊）であったため、珍しいものが伝わっていたことに由来する。
同じ理由から涼州は国境防衛の要地でもあり、異民族との戦場になることも多かった。そこに「馬上催」という落ち着かなさの原因があるのかもしれず、結句に「幾人帰」と戦に向かう厳しさと不安が詠われるのである。